# Fiat Tipo
Fiat Tipo (укр. Фіат Тіпо) — сімейства компактних автомобілів італійської компанії Fiat.

## Перше покоління (тип 160)

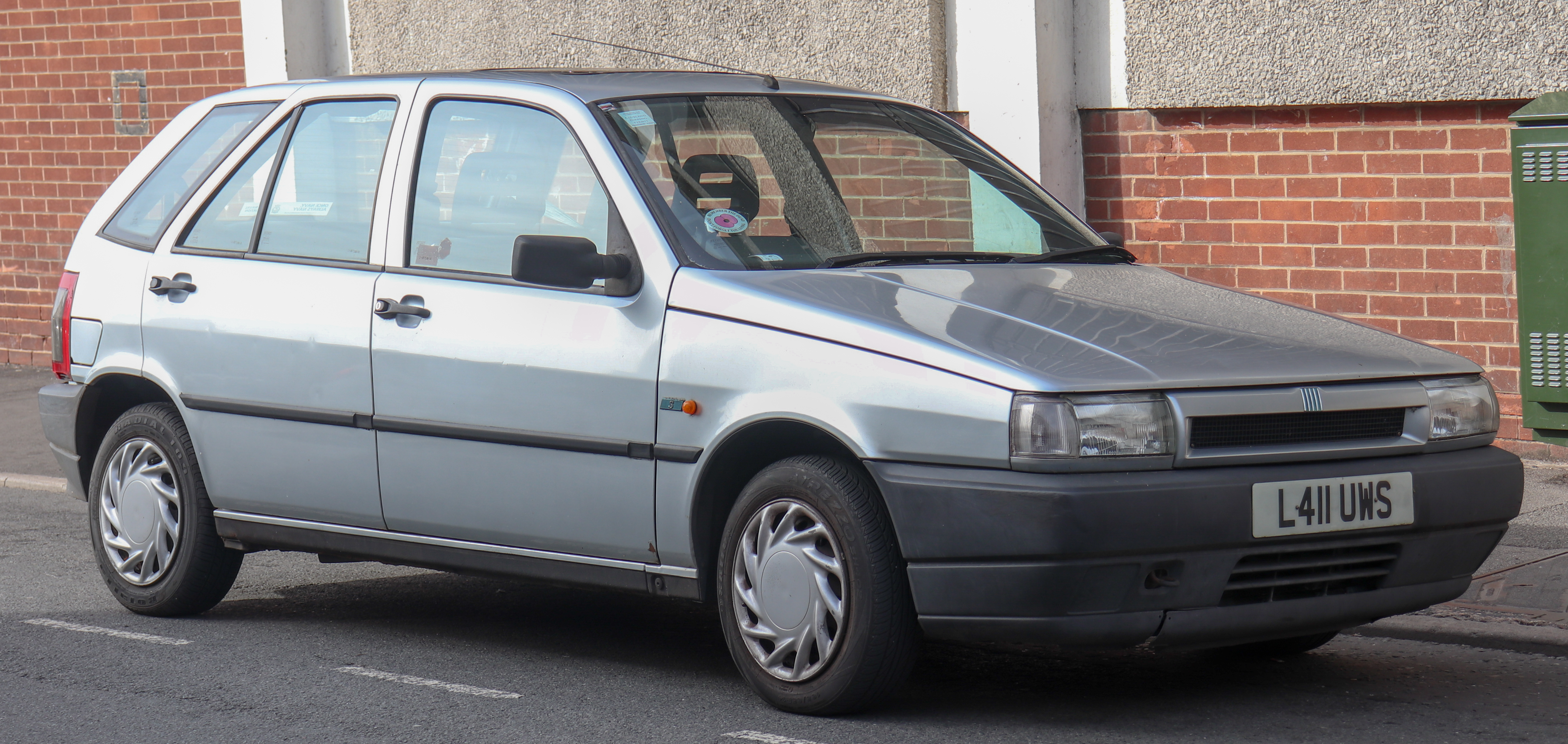
Fiat Tipo 5дв. (1993—1995)

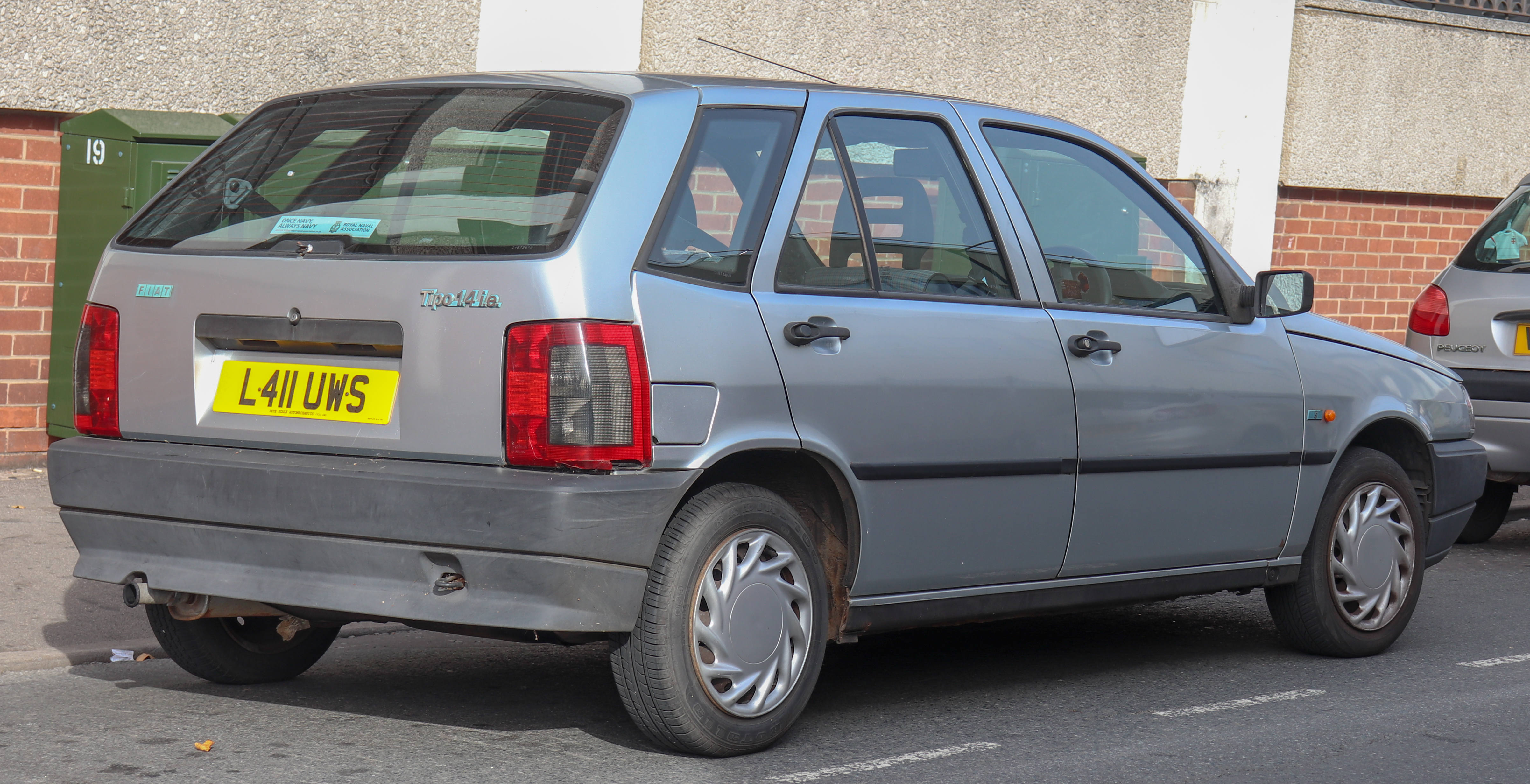
Fiat Tipo 5дв. (1993—1995)

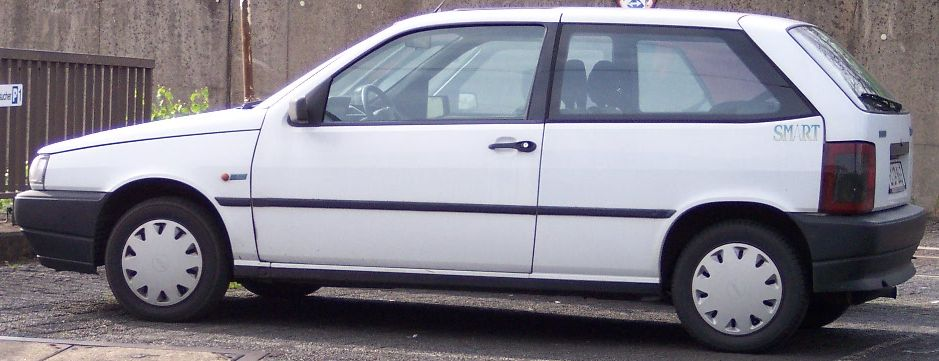
Fiat Tipo 3дв. (1993—1995)

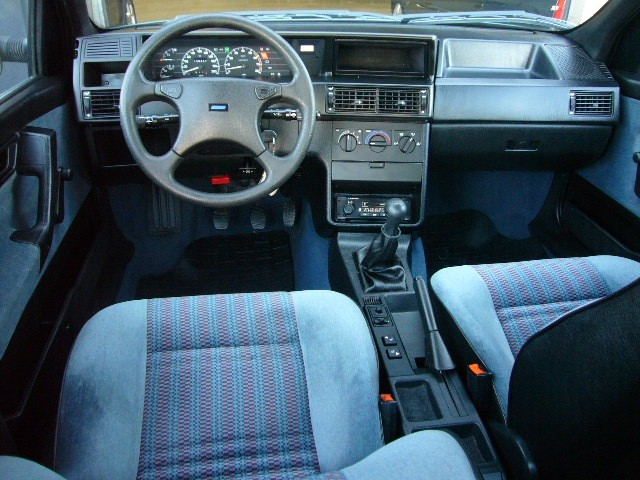

Перше покоління Fiat Tipo (type 160) розроблене дизайн студією IDEA. Автомобіль створений на платформі Fiat Type Two platform (Tipo Due) і випускався з 1988 по 1995 рік.
Спочатку Tipo випускався тільки в п'ятидверному кузові хетчбек. Автомобіль створений на новій платформі Fiat і мав оцинкований кузов. Особливістю також є просторий для задніх пасажирів салон.
У 1989 році Tipo отримав титул «Європейський автомобіль року».
У 1993 році автомобіль незначні зовнішні зміни, які торкнулися радіаторної решітки і передніх фар. Також для моделі стало пропонуватися оснащення подушкою безпеки з боку водія. Також в цьому році з'являється версія Tipo в 3-дверному кузові типу хетчбек.
Для Fiat Tipo пропонувалися 5-ступінчаста механічна коробка передач, CVT (continuously variable transmission — варіатор) і 4-ступінчаста автоматична трансмісія.
Автомобіль став надзвичайно популярний в Бразилії. Він перевершив за продажами Volkswagen Gol, який був найбільш продаваним автомобілем у Бразилії протягом 20 років.
Всього було виготовлено 1 905 276 автомобілів.

### Двигуни

#### Бензиновий двигун
- 1,1 л OHC-R4, 55 к.с.
- 1,4 л OHC-R4, 71-72 к.с.
- 1,6 л OHC-R4, 75-78 к.с.
- 1,6 л DOHC 8V-R4, 90 к.с.
- 1,8 л DOHC 8V-R4, 90-104 к.с.
- 1,8 л DOHC 16V-R4, 136 к.с.
- 2,0 л DOHC 8V-R4, 113 к.с.
- 2,0 л DOHC 16V-R4, 139—147 к.с.

#### Дизель
- 1,7 л турбодизель-R4, 57 к.с.
- 1,9 л атмосферний дизель-R4, 65 к.с.
- 1,9 л турбодизель-R4, 80-90 к.с.

## Друге покоління (тип 356)

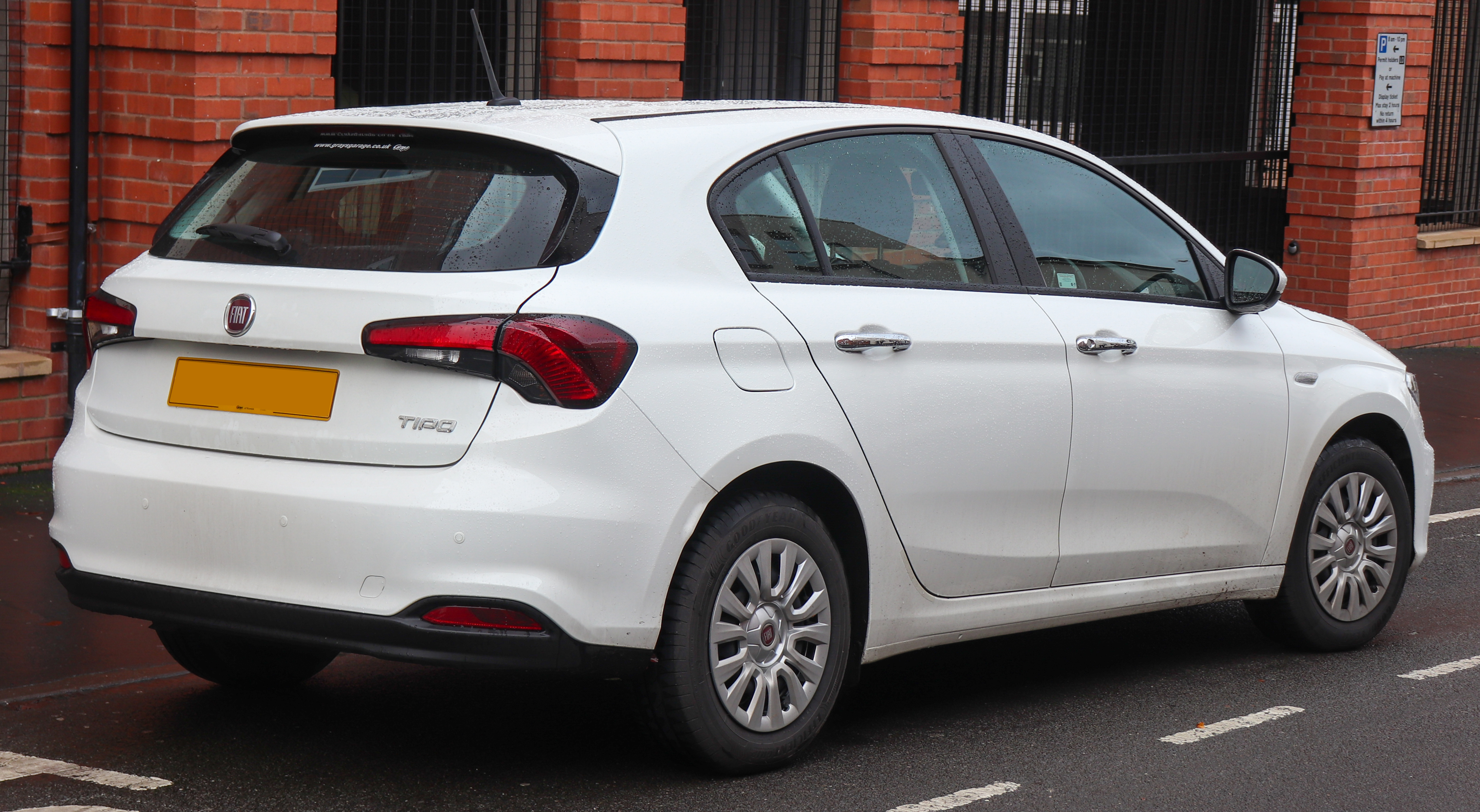
Fiat Tipo type 356 хетчбек

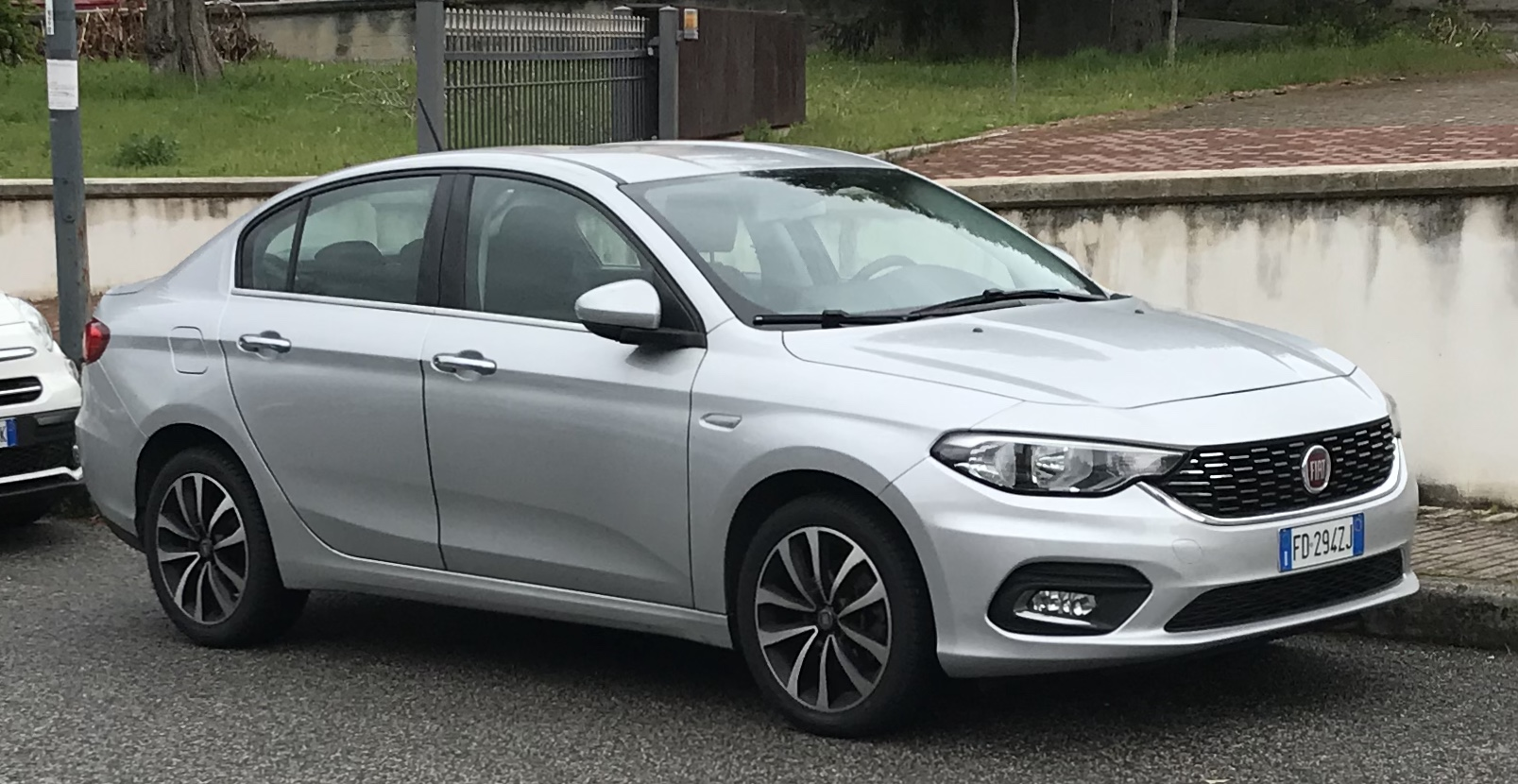
Fiat Tipo type 356 седан

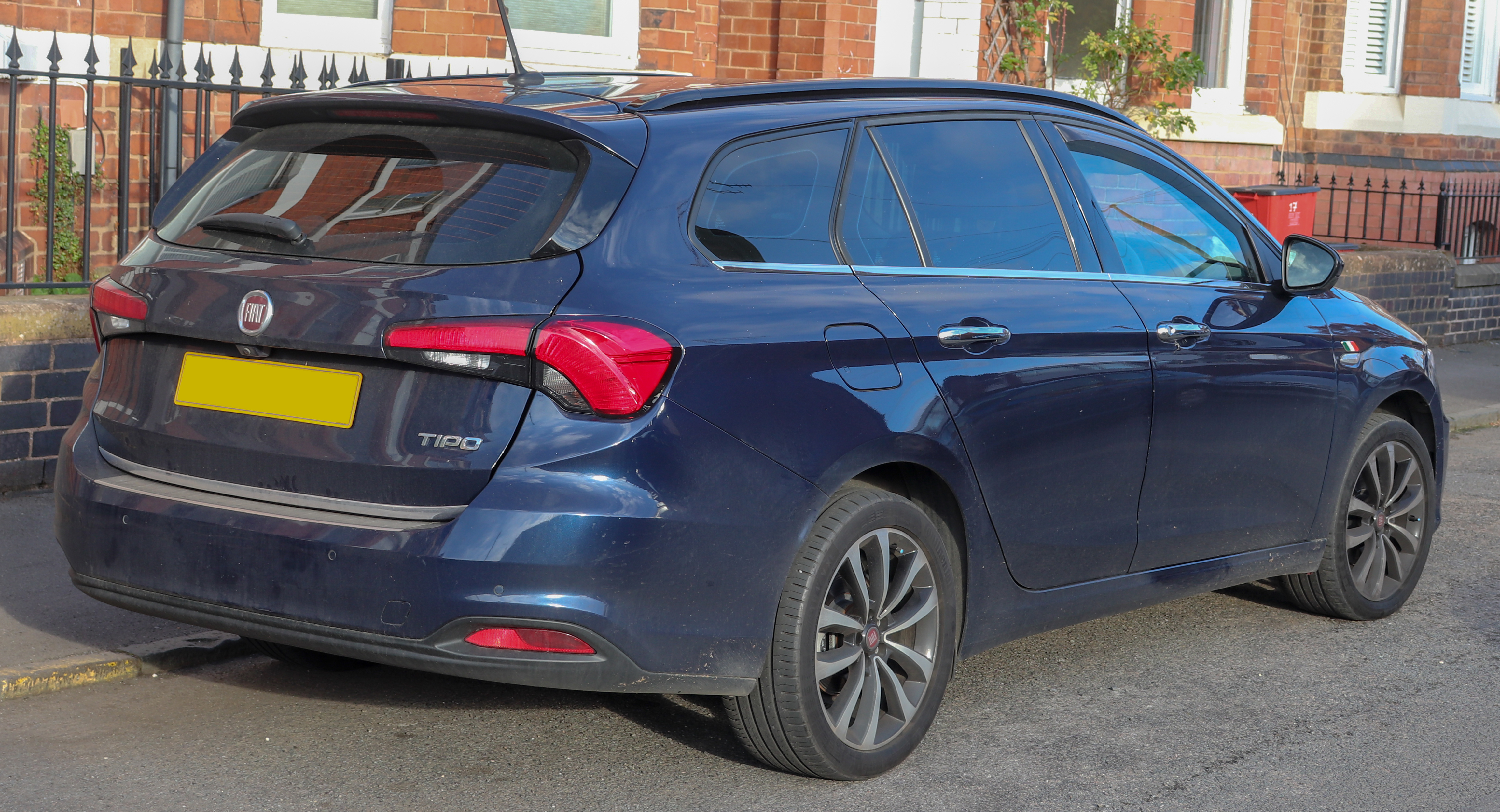
Fiat Tipo SW type 356

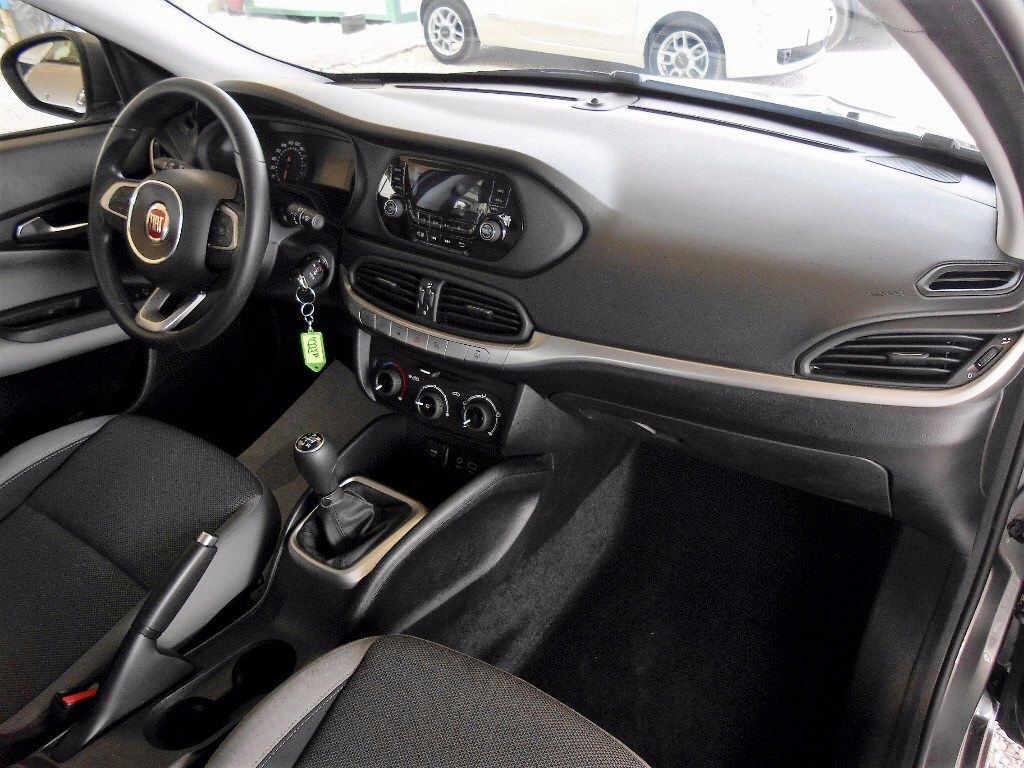
Базовий салон

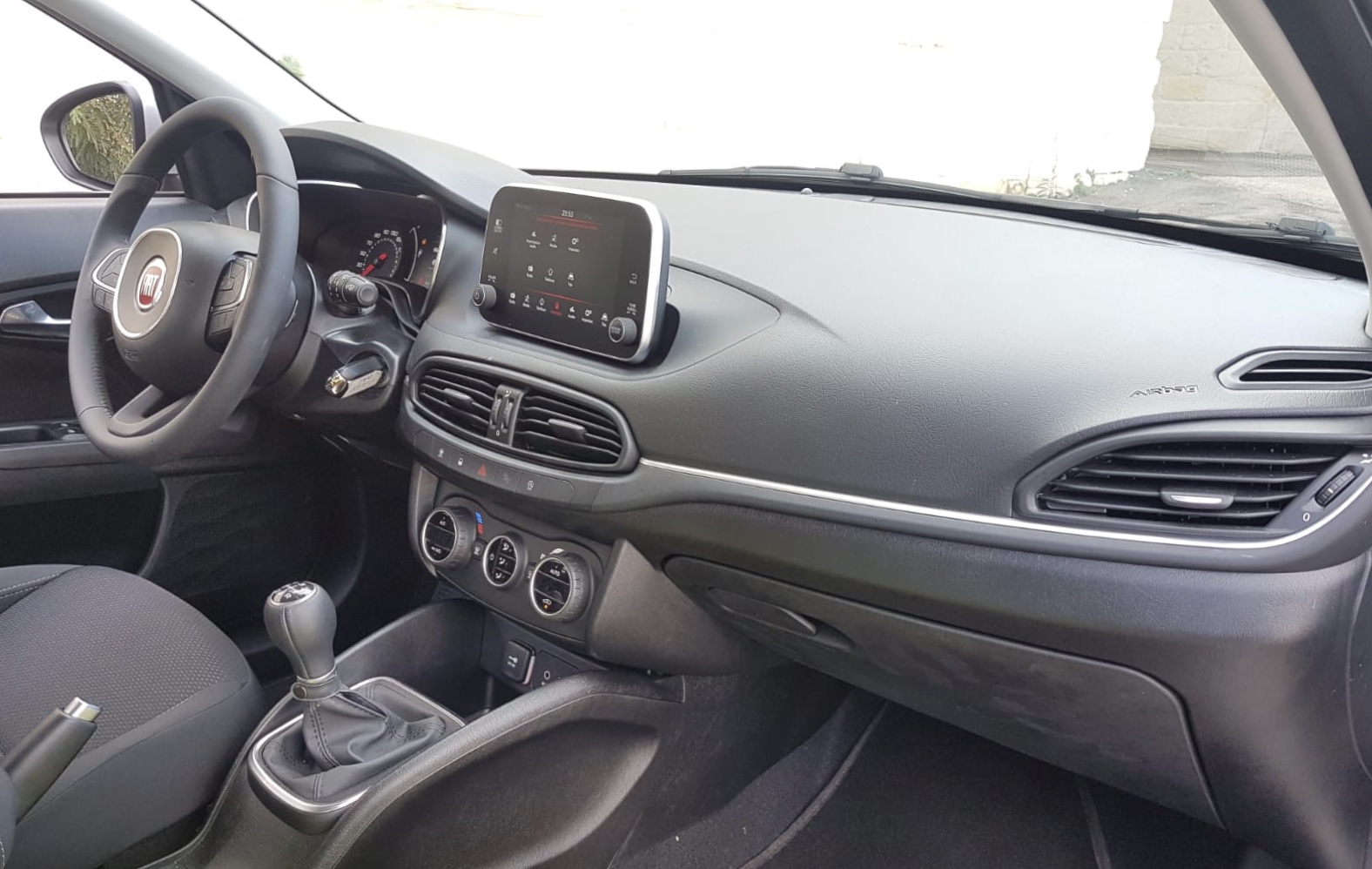
Люксовий салон

Друге покоління Fiat Tipo (type 356) дебютувало у травні 2015 року в Туреччині під назвою Fiat Egea, та був розроблений в Fiat Style Centre, спільно з Tofas, на спільному підприємства між Fiat Group і Koç Holding.. В Європі, Африці і на Близькому Сході седан отримав назву Tipo і почав продаватись у 2016 році, пізніше дебютувала версія хетчбек і універсал SW. Автомобіль збудовано на платформі FCA Small Wide LWB з передніми стійками МакФерсон і задньою балкою тп прийшов на зміну Bravo і Linea. Tipo отримав бензинові двигуни 1,4 л (95 к.с., 127 Нм) та 1,6 л (110 к.с., 152 Нм) і дизельні двигуни 1,3 л Multijet II (95 к.с., 200 Нм) та 1,6 л Multijet II (120 к.с., 320 Нм), що працюють з механічною і автоматичною КПП.
У грудні 2015 року автомобіль виграв нагороду 2016 Best Buy Car of Europe від журі Autobest з 26 провідних журналістів з 26 різних країн Європи.
Габарити другого покоління в кузові хетчбек роблять його одним з найбільших автомобілів в своєму класі: довжина досягає 4,37 м, ширина — 1,79 м, а висота — 1,5 м, кліренс — 150 мм. Версія універсал на 20 см довша (4,57 м) і дає можливість перевозити об'єкти, довжиною до 1,8 м, в багажному відділенні з урахуванням опущеного заднього сидіння. Хоча, варто відзначити, що під час руху зовсім не відчувається величезний розмір автомобіля. У комплектаціях версій Fiat Tipo середнього класу представлений широкий перелік обладнання і функцій, а саме: кондиціонер, дистанційне керування центральним замком, радіо, Bluetooth-з'єднання, 5-дюймовий сенсорний екран інформаційно-розважальної системи, шкіряний чохол для рульового колеса, передні паркувальні сенсори, система круїз-контролю. Також, доступна функція інтеграції смартфонів з інформаційно-розважальною системою автомобіля, що дозволяє використовувати додатки і відтворювати музику з вашого мобільного девайсу. На дні багажного відділення у всіх моделях Tipo існує простір для зберігання повнорозмірного запасного колеса. 

### Двигуни
Бензинові
- 1.4 л Fire Р4 95 к.с.
- 1.4 л T-Jet Р4 120 к.с.
- 1.4 л T-Jet Р4 (зріджений газ) 120 к.с.
- 1.4 л T-Jet Р4 (метан) 120 к.с.
- 1.6 л E.torQ Р4 (етанол) 110 к.с.

Дизельні
- 1.3 л Multijet Р4 95 к.с.
- 1.6 л Multijet Р4 120 к.с.

## Продажі
| рік           | Італія  | Німеччина | Франція | Іспанія | Європа  | Туреччина як Egea | Велика Британія | Мексака як Neon | Аргентина |
| ------------- | ------- | --------- | ------- | ------- | ------- | ----------------- | --------------- | --------------- | --------- |
| 2020          | 16,586  |           |         | 6,257   | 47,905  | 89,571            |                 | 1,025           | 2         |
| 2019          | 26,795  |           | 5,851   | 9,147   | 84,789  | 35,731            |                 | 899             | 170       |
| 2018          | 40,337  | 5,521     | 12,829  | 12,166  | 89,622  | 36,649            |                 | 2,289           | 934       |
| 2017          | 56,046  | 11,804    | 13,957  | 9,110   | 125,619 | 47,704            | 6.498           | 5,271           |           |
| 2016          | 31,569  | 5,212     | 4,801   | 4,261   | 61,023  | 27,632            |                 | 2,491           |           |
| 2015          |         |           |         |         |         | 5.674             |                 |                 |           |
| Всього        | 171,333 | 21,971    | 37,438  | 40,941  | 408,958 | 242,961           | 6,498           | 11,975          | 1,104     |
| Всього (світ) | 943,179 |           |         |         |         |                   |                 |                 |           |